# Jazkur-el
Jazkur-el (akadsko 𒅀𒊍𒆴𒅋, latinizirano: Ia-az-KUR-él) je bil po Seznamu asirskih vladarjev 24. vladar zgodnje Asirije. Jazkur-el je na osmem mestu desetih vladarjev v odstavku "kralji, katerih očetje so znani". Vladarji v tem oddstavku so v nasprotju z drugimi napisani v obratnem vrstnem redu: začnejo se z Aminujem in končajo z Apiašalom. Ti vladarji se pogosto štejejo za prednike Amorita Šamši-Adada I. (vladal okoli 1809 pr. n. št.),  ki je sovojil Ašur. Seznam asirskih vladarjev omenja tudi to, da je bil Jazkur-el  predhodnik in oče Ila-kabkabuja.